# Château de Conisbrough
Le château de Conisbrough est un Château fort médiéval situé à Conisbrough, dans le Yorkshire du Sud, en Angleterre. Le château est construit au XIe siècle par Guillaume de Warenne, comte de Surrey, après la conquête normande de l'Angleterre en 1066. Hamelin Plantagenêt, frère illégitime d'Henri II, acquiert la propriété par mariage à la fin du XIIe siècle. Hamelin et son fils William reconstruisent le château en pierre, dont son imposant donjon de 28 mètres. Le château reste dans la lignée familiale jusqu'au XIVe siècle, bien qu'il ait été plusieurs fois saisi par la Couronne. La fortification est ensuite donnée à Edmond de Langley, redevenant propriété royale en 1461.
Le château de Conisbrough, tombé en ruine, son mur extérieur gravement affecté par un affaissement, est donné à la famille Carey au XVIe siècle. Son état d'abandon l'empêche d'être utilisé lors la guerre civile anglaise du XVIIe siècle et les vestiges sont achetés par le duc de Leeds en 1737. Walter Scott utilise l'emplacement pour son roman Ivanhoé de 1819 et à la fin du XIXe siècle, les ruines deviennent une attraction touristique.
L'État reprend la gestion du bien en 1950, mais dans les années 1980, les installations pour les visiteurs sont jugées inadaptées, ce qui conduit à la création d'un partenariat à trois entre le conseil local, l'agence d'État English Heritage et une association caritative locale pour développer le château. Le toit et le sol du donjon sont refait dans les années 1990 grâce au financement l'Union européenne. English Heritage reprend le contrôle du château en 2008 et continue d'exploiter la propriété en tant qu'attraction touristique.
Le château est composé d'une cour intérieure et d'une cour extérieure, la première entourée d'une courtine en pierre défendue par six tours fortifiées et du donjon du château. La cour intérieure aurait compris une hall, un solaire, une chapelle et d'autres bâtiments de service dont seules les fondations subsistent. La conception du donjon de Conisbrough est unique en Angleterre, et les historiens Oliver Creighton et Stephen Johnson le considèrent comme un « joyau architectural » et « l'un des plus beaux exemples de l'architecture défensive normande tardive ». Le donjon comprend une tour centrale circulaire avec six contreforts massifs ; ses quatre étages auraient compris une chambre principale et une chambre privée pour le seigneur au-dessus. Bien que militairement faible, le plan aurait été un symbole puissant du nouveau statut social de Hamelin Plantagenêt en tant que grand seigneur.

## Histoire

### XIe–XIIesiècles

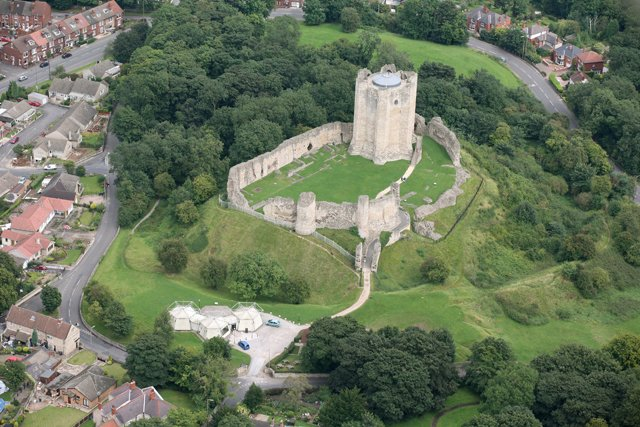
Photographie aérienne de 2007, montrant les cours extérieures et intérieures (en bas à gauche et en haut à droite)

Le château de Conisbrough est fondé par Guillaume de Warenne, premier comte de Surrey, qui a participé à la conquête normande de l'Angleterre en 1066 et est récompensé par son beau-père, Guillaume le Conquérant, avec de vastes domaines dans le Yorkshire, le Norfolk et le Sussex. Dans ce cadre, Lord de Warenne reçoit le manoir de Conisbrough, qui appartenait auparavant à Harold Godwinson. Le manoir tire son nom du vieux nom anglais de la colonie, Cyningesburh, qui signifie « la forteresse du roi », et forme un grand domaine comprenant 28 villages, centré sur un burh fortifié à Conisbrough même.
Guillaume construit son château sur un éperon rocheux de calcaire magnésien entouré de berges abruptes, et la fortification comprend une motte, une cour intérieure protégée par un talus de terre et des palissades, une cour extérieure et éventuellement un donjon en bois. Le château est situé à environ 175 pieds au-dessus de la rivière et aurait dominé cette partie de la vallée du Don. Il est situé juste en face du village, qui contient probablement l'ancien burh anglo-saxon.
Le château est tenu par le fils de Guillaume, également appelé Guillaume, de 1088 à 1138, puis par son fils, un autre Guillaume, jusqu'à sa mort en 1147. Conisbrough et le comté passent ensuite par Isabel, la fille de Guillaume, à son premier mari, Guillaume de Boulogne, puis à son second mari, Hamelin Plantagenêt, qu'elle épouse en 1163. Hamelin est le demi-frère illégitime du roi Henri II, qui a arrangé le mariage, et cette union lui apporte une grande richesse. Hamelin reconstruit en profondeur le château vers 1180-1190, notamment en construisant le donjon en pierre ; étant donné son statut, il espérait probablement renforcer la perception de son nouveau rang élevé. Le roi Jean séjourne au château en 1201.

### XIIIe–XVesiècles

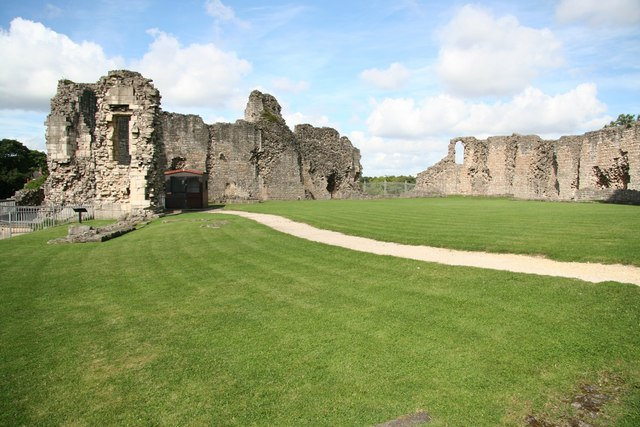
La cour intérieure vue de l'est, montrant les anciens emplacements de la guérite et du bloc solaire (à gauche), et la salle du château (à droite)

Le château reste la propriété de la famille de Hamelin Plantagenêt, passant à son fils Guillaume de Warenne en 1202. William est probablement responsable de la construction de nouvelles courtines en pierre autour de la cour intérieure, détruisant ainsi les anciennes défenses. La cour intérieure est nivelée et Guillaume construit une salle et des bâtiments de service à l'intérieur du château, toujours en pierre. Conisbrough passe au jeune fils de William, John de Warenne, en 1239, mais il est encore mineur et le château est initialement géré par sa mère, Maud.
Sous John, les agents de Conisbrough mènent une série de ce que l'historien Stephen Johnson appelle « des transactions colorées quoique plutôt illégales » ; l'un d'eux est finalement  accusé d'avoir mené « des oppressions diaboliques et innombrables ». D'autres travaux sont réalisés dans le château pendant que John en est propriétaire, notamment la modernisation de la salle du château.
Le château passe au petit-fils de Jean, également appelé Jean, qui, en 1304, épouse Jeanne de Bar. Le mariage est malheureux mais les tentatives de Jean pour obtenir le divorce en 1316 échouent devant les tribunaux. John blâme Thomas, le Comte de Lancastre, pour cela et en réponse, il kidnappe la femme de Thomas. Celui-ci riposte en s'emparant du château de Conisbrough. Édouard II intervient dans le différend et confirme Thomas comme nouveau propriétaire du château. En 1322, cependant, Thomas se rebelle contre le roi et est exécuté, ce qui permet au roi de prendre lui-même le contrôle de Conisbrough. Le roi visite le château en 1322 et dépense 40 marks pour réparer Conisbrough et le château voisin de Pontefract. Édouard est renversé par son épouse Isabelle en 1326 et le château est restitué à Jean. Jean avait espéré transmettre la propriété à sa maîtresse et à ses deux fils illégitimes, mais il leur survit et à sa mort en 1347, la propriété revient sous le contrôle de la Couronne.
Édouard III donne le château à son propre fils, Edmond de Langley, duc d'York, qui le contrôle jusqu'en 1402. Le fils aîné d'Edmuod, Édouard d'York, en est propriétaire jusqu'en 1415, date à laquelle il passe à Maud Clifford, la veuve du fils cadet d'Edmond, Richard, qui y vit jusqu'en 1446. Richard d'York hérite ensuite du château et, à sa mort en 1460, pendant la Guerre des Deux-Roses, il passe à son fils Edouard, qui s'empare du trône en 1461, faisant à nouveau de Conisbrough une propriété de la Couronne.

### XVIe–XIXesiècles

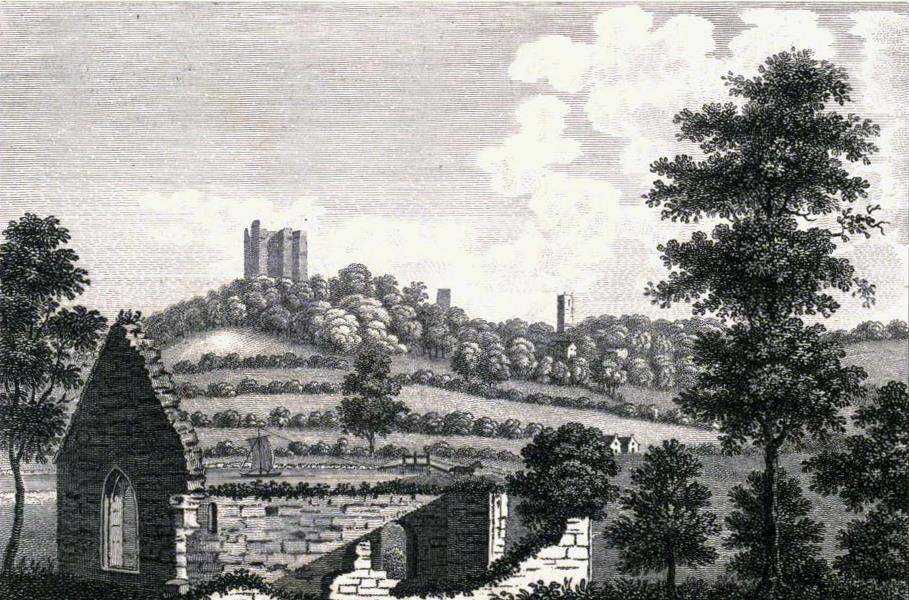
Gravure du château en 1785

Au XVIe siècle, le château de Conisbrough est en mauvais état et une étude royale réalisée en 1537 et 1538 montre que les portes, le pont et certaines parties des murs se sont effondrés lors d'un glissement de terrain spectaculaire et qu'un étage du donjon est également tombé. L'effondrement des murs est une conséquence de l'instabilité de la couche arable au sommet de l'éperon calcaire, qui est un mélange d'argile et de grès. Une fois l'argile emportée au fil du temps, le grès restant s'est révélé extrêmement instable et susceptible de se fissurer.
Henri VIII donne les ruines à la famille Carey, qui les conservent jusqu'à ce qu'elles passent par mariage dans les familles Heviningham puis Coke. Le château n'est pas impliqué dans les événements de la guerre civile anglaise du XVIIe siècle et échappe aux destructions qui touchent de nombreuses propriétés similaires, probablement parce que l'effondrement des murs extérieurs l'a déjà rendu indéfendable et de peu de valeur militaire. En 1737, après la mort d'Edward Coke, le château et le manoir environnant sont achetés par Thomas Osborne, duc de Leeds, pour 22 500 £.
En 1811, le romancier Walter Scott passe près du château et l'utilise plus tard comme lieu pour son roman Ivanhoé, publié en 1819. Scott n'a qu'une vue partielle de la propriété depuis la route et les événements décrits dans le roman, qui se déroulent à la fin du XIIe siècle, sont fictifs ; Scott pense que le château est d'origine saxonne, un point de vue partagé par de nombreux commentateurs du XIXe siècle. Même si l'écrivain John Wainwright pouvait encore vanter la « vue pittoresque » autour du château en 1826, l'antiquaire Ecroyd Smith commente avec inquiétude en 1887 le caractère changeant du lieu, en particulier les usines qui se développaient autour de la nouvelle voie ferrée et «l'atmosphère trouble» créée par les installations industrielles.
En 1859, Francis D'Arcy-Osborne, duc de Leeds, meurt, laissant Conisbrough à son neveu, Sackville Lane-Fox, baron Conyers. Le donjon reste en bon état, mais en 1884, il devient évident que des réparations sont nécessaires et l'antiquaire George Clark recommande des travaux urgents pour réparer la maçonnerie. Si les finances le permettaient, il préconise également la réinstallation d'un toit et de parquet. Des réparations limitées sont ensuite approuvées par les administrateurs de Lord Conyers, bien que le collègue de Clark, A. Ellis, ait exprimé ses inquiétudes quant au fait que les garde-corps destinés à protéger les visiteurs qui grimpaient régulièrement au sommet du donjon n'avaient pas été financés. Les administrateurs dépensent 500 £ pour rénover les ruines du château, avec la construction d'un pavillon dans la cour extérieure pour le gardien du château, achevé en 1885, et l'amélioration des sentiers.

### XXe–XXIesiècles

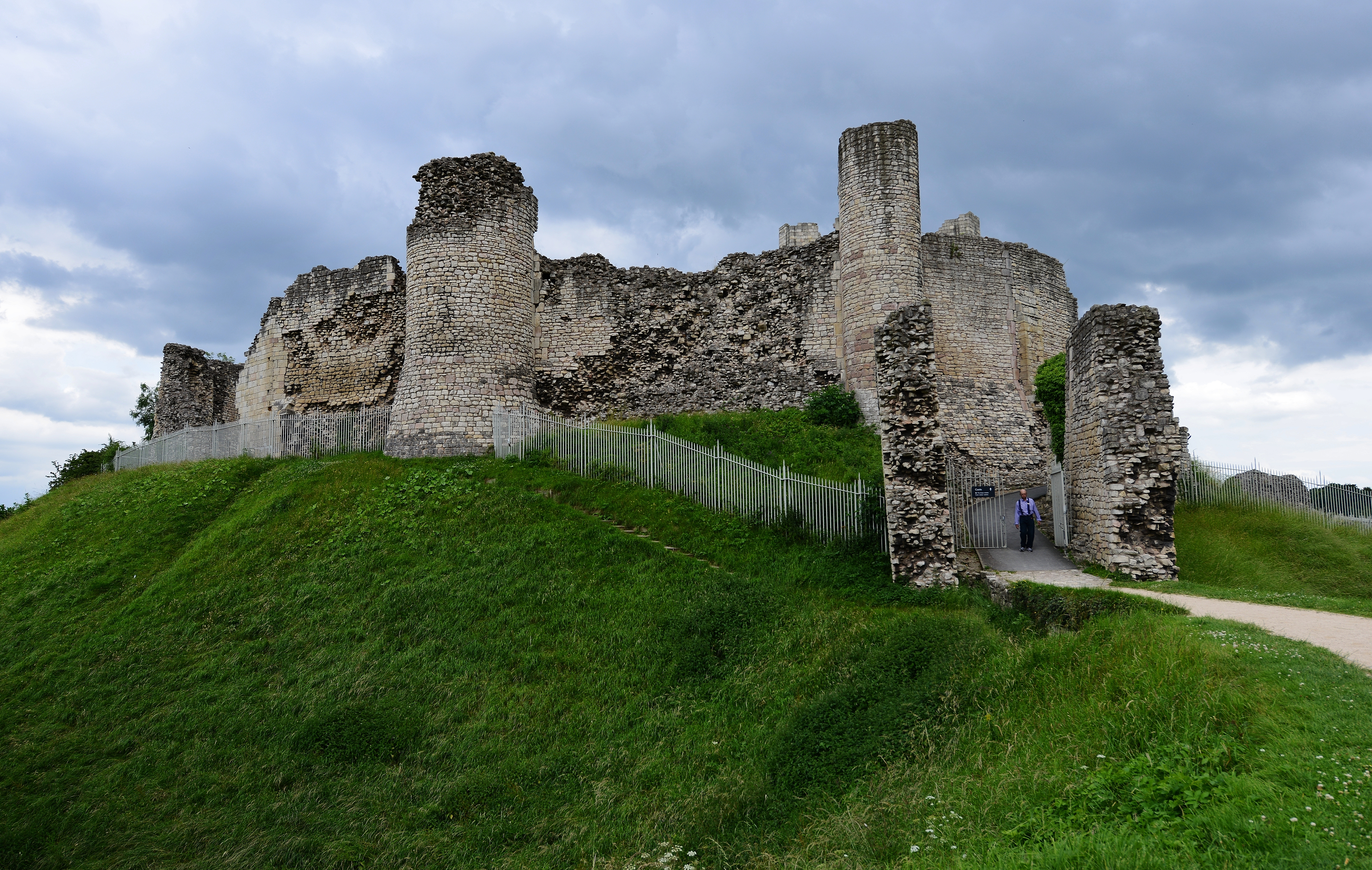
La cour intérieure vue depuis la cour extérieure, montrant les vestiges de la barbacane et les tours murales

Le château de Conisbrough est acheté par le conseil local de Conisbrough dans les années 1940, qui place le château sous la tutelle du ministère des Travaux publics en 1949, mais conserve la pleine propriété du terrain. Deux séries de fouilles archéologiques sont réalisées sur le site entre 1967 et 1969, exposant les fondations des bâtiments de la cour intérieure, puis de 1973 à 1977, examinant les options pour les futures installations touristiques. En 1984, lorsque l'agence gouvernementale English Heritage reprend la gestion du bien, l'état des services aux visiteurs n'est pas satisfaisant et le caractère industriel de la zone environnante décourage les touristes.
En réponse, English Heritage et Doncaster Metropolitan Borough Council concluent un accord tripartite en 1988 avec Ivanhoe Trust, un organisme de bienfaisance local conçu pour générer de nouveaux emplois dans la région. Aux termes de cet accord, la fiducie gère le site, English Heritage entretient la structure historique du château, tandis que le conseil construit un nouveau centre de visiteurs. Un nouveau centre de visiteurs controversé est construit dans le style d'une collection de tentes de joute, tandis que les sols et le toit du donjon sont réinstallés entre 1993 et 1995 grâce à un financement de l'Union européenne, pour tenter de limiter l'érosion de la maçonnerie du château.
English Heritage reprend la gestion directe du château en 2008.
Le château est un bâtiment classé de catégorie I et monument ancien programmé.

## Architecture

### Cours intérieures et extérieures

Plan de la basse-cour intérieure du château au début du XIIIe siècle. Légende : A – bloc solaire ; B – salle ; C – cuisine et garde-manger ; D – donjon et escaliers ; E – barbacane et guérite ; F – chapelle.

Le château de Conisbrough possède une cour extérieure et une cour intérieure d'environ 79 mètres sur 37. On accédait au château par la cour extérieure, une enceinte rectangulaire protégée par des terrassements, qui aurait contenu les granges, les écuries et autres installations de service du château. Un pont-levis du côté nord de la cour extérieure, désormais remplacé par une chaussée en terre, la reliait à la cour intérieure.
La cour intérieure ovale est formée en escarpant et contre-escarpant les contours naturels de la colline, produisant une berge, aujourd'hui en grande partie détruite, et un fossé de protection. La courtine du début du XIIIe siècle est principalement constituée de pierres grossièrement taillées et assises, mesurant jusqu'à 7 pieds d'épaisseur et 35 pieds de haut, avec deux sections réparées avec des parements en Pierre de taille. Le mur est défendu par six tours murales le long de ses côtés sud et ouest, dont trois sont encore raisonnablement intactes, et renforcées par des contreforts en pilastres le long du bord nord. Une barbacane protège le lien entre le pont-levis et la guérite de la cour intérieure, complétée par une tourelle d'angle supplémentaire. Les vestiges de l’effondrement de la courtine sont encore visibles dans le fossé.
Divers bâtiments ont été construits le long de l'intérieur du mur intérieur de la cour intérieure avec une maçonnerie en pierre brute similaire à celle du mur-rideau, mais seules leurs fondations subsistent aujourd'hui. Dans le coin sud-ouest se trouvait le bloc solaire, contenant la pièce solaire et diverses chambres. Le long du côté nord se trouvait le hall, poussé dans un coin peu pratique du mur-rideau et probablement construit à l'origine sur deux étages. Initialement construite avec un foyer central, une cheminée a été ajoutée dans le mur extérieur à la fin du XIIIe siècle. A côté du hall se trouvaient une cuisine et un cellier, le premier avec une cave. Sur le côté sud-est de la cour intérieure se trouvait la chapelle du château.

### Conservation
Le donjon de Conisbrough est positionné du côté nord-est de la cour intérieure. Il s'agit d'une survivance médiévale importante : l'historien Sidney Toy le considère comme « l'un des plus beaux donjons d'Angleterre », l'archéologue Oliver Creighton le décrit comme un « joyau architectural » et Stephen Johnson comme « l'un des plus beaux exemples de l'architecture normande tardive ».

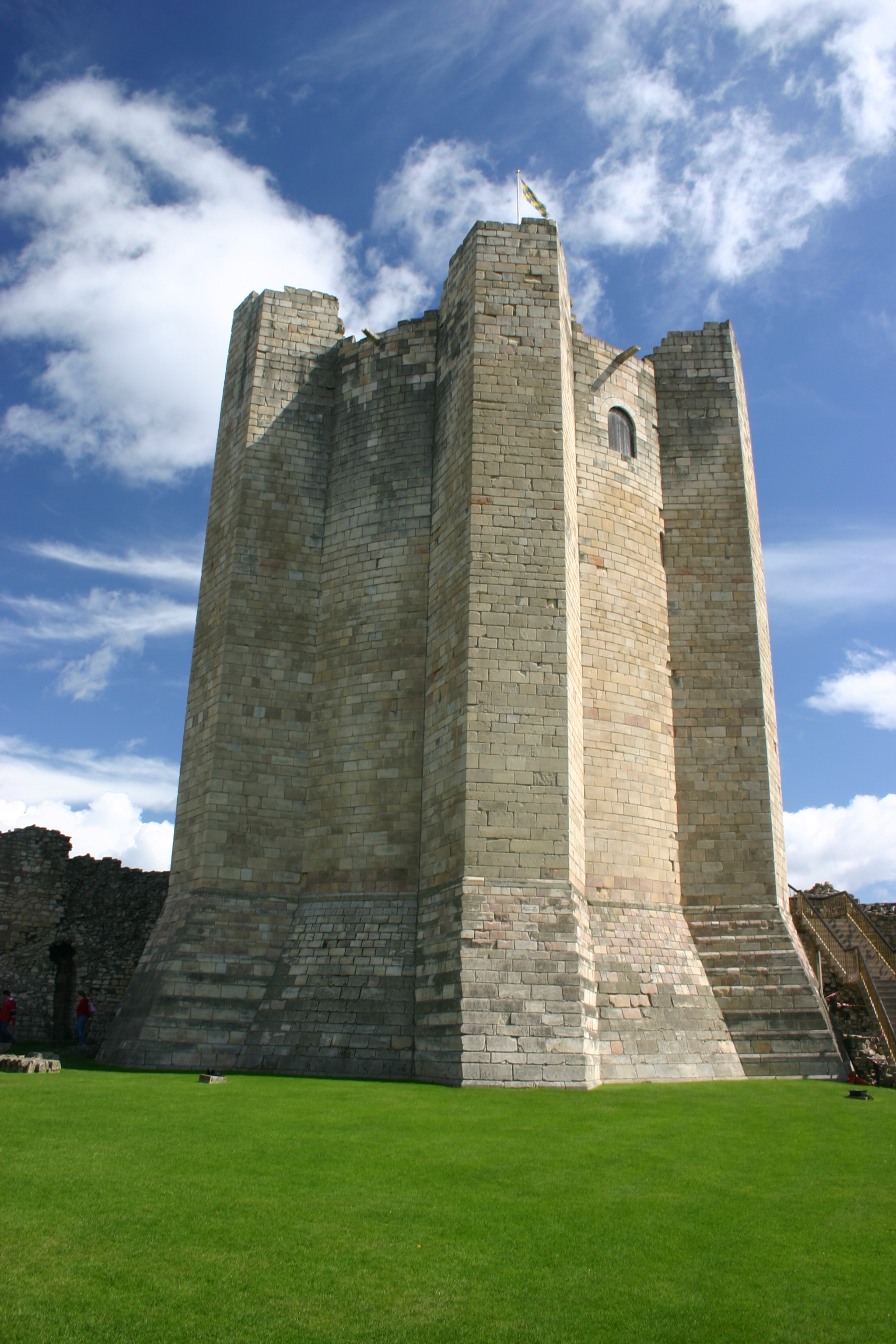
Le donjon, restauré entre 1993 et 1995

Le donjon comprend une tour circulaire centrale de 62 pieds de diamètre, avec six grands contreforts solides se projetant vers l'extérieur pour former un dessin hexagonal, unique en Angleterre. Il est fait de calcaire magnésien de 28 mètres de hauteur. Il comporte quatre étages : un rez-de-chaussée qui sert de sous-sol et de support voûté en pierre pour la chambre du dessus ; le premier étage, par lequel on accède au donjon ; deux étages supérieurs et un chemin de ronde, probablement couvert par un appentis et défendu par des créneaux.
Les escaliers en béton actuels menant au donjon sont modernes et l'escalier médiéval d'origine, fait de bois et de pierre, aurait incorporé un pont-levis juste avant les portes du château. Le sous-sol contenait un puits, accessible depuis le premier étage par un trou pratiqué dans le sol en pierre.
Le donjon est conçu comme une tour privée pour Hamelin Plantagenet, plutôt que comme une résidence plus grandiose. De ce fait, il n'a pas été conçu pour accueillir plusieurs résidences différentes et son agencement est plus simple que celui du donjon contemporain du château d'Orford, par exemple. Les 2e et 3e étages auraient servi de chambre principale et de chambre privée du seigneur, formant une séquence verticale de pièces, avec une chapelle voûtée hexagonale débouchant sur la chambre privée, taillée dans l'un des contreforts.
La majeure partie du château aurait été très sombre en raison du manque de lumière naturelle. La chambre principale, cependant, a une grande fenêtre avec des retraits profonds pour tenir compte de l'épaisseur des murs ; deux sièges sculptés étaient sur les côtés de la fenêtre. Une fenêtre similaire était placée au-dessus dans la chambre privée. Le donjon possède des cheminées et des conduits de fumée relativement avancés pour cette période, la cheminée de la chambre principale étant exceptionnellement grande et décorée de colonnes en pierre et de chapiteaux sculptés.
Le château de Conisbrough était probablement semblable à deux autres châteaux appartenant aux comtes Warren. Hamelin Plantagenêt est également responsable du développement du château de Mortemer en France, où un donjon similaire est construit au sommet d'une motte, et Conisbrough pourrait également avoir des ressemblances avec le château de Sandal dans le nord de l'Angleterre, également propriété des comtes. La conception du donjon est médiocre d'un point de vue militaire. La tour circulaire centrale offre des avantages défensifs, mais les contreforts introduisent 12 coins vulnérables dans la maçonnerie, et le donjon lui-même n'a pas de fentes pour flèches pour permettre aux défenseurs de tirer sur les attaquants. Plutôt que d'être conçu principalement pour la défense militaire, il a été construit pour symboliser et renforcer la seigneurie et le nouveau statut social de Hamelin.